# Họa mi đừng hót
Họa mi đừng hót (A Bird That Doesn't Sing; Hangul: 울지 않는 새; RR: Woolji Anneun Sae) là bộ phim truyền hình dài tập về đề tài báo thù của kênh truyền hình cáp tvN với sự tham gia của các diễn viên Oh Hyun-Kyung, Hong Ah-Reum, Kang Ji-Sub, Kim Yu-Seok, Baek Seung-Hee. Phim phát sóng lúc 9 giờ 40 phút sáng từ Thứ Hai đến Thứ Năm hàng tuần từ ngày 4/5/2015 đến ngày 22/10/2015 với độ dài 100 tập. Phim đạt tỉ suất người xem cao nhất là 2.566% vào tập 75 và lọt vào Top 10 bộ phim có rating cao nhất trên đài cáp. Phim đang được phát sóng trên kênh HTV2 vào lúc 11 giờ 55 phút trưa từ Thứ 2 đến Thứ 6 bắt đầu từ ngày 16/9/2016.

## Tóm tắt nội dung
“A Bird That Doesn’t Sing” là cuộc hành trình báo thù của Oh Ha Nui (Hong Ah Reum) để hạ bệ Chun Mi Ja (Oh Hyun Kyung), người phụ nữ đã giết chết mẹ và phá hủy gia đình cô.

## Diễn viên
- Oh Hyun Kyung vai Chun Mi Ja
- Hong Ah Reum vai Oh Ha Nui
- Kang Ji Sub vai Park Sung Soo
- Kim Yoo Suk vai Oh Nam Kyu
- Ahn Jae Min vai Lee Tae Hyun
- Baek Seung Hee vai Oh Yoo Mi
- Baek Seung Hoon (백승훈) vai Chun Soo Chang
- Chang Do Yoon (창도윤) vai Oh Min Ki
- Han Seo Jin vai Oh Min Ji
- Kang Kyung Hun vai Jo Dal Yun
- Lee Kyung Shim vai Hong Soo Yun
- Park Hye Jin (박혜진) vai Han Yeo Sa
- Han Ga Rim (한가림) vai Seo Bong Sook
- Choi Sang Hoon vai Park Eui Won
- Jang Hee Soo (창희수) vai Jo Hye Won
- Joo Min Ha vai Park Sung Hee
- Kim Gye Sun (김계선) vai mẹ của Woong Yi
- Choi Soo Rin vai Min Ha Kyung
- Cha Seung Yun (차승연) vai Min Hae Kyung
- Lee Jung Hoon vai cha ruột của Ha Nui
- Lee Jong Goo

## Rating
Chú thích: Phim được phát sóng trên kênh truyền hình cáp / truyền hình trả phí nên có lượng người xem nhỏ hơn so với các đài truyền hình phát sóng miễn phí / kênh truyền hình quốc gia (KBS, MBC, SBS và EBS).
| Ngày phát sóng | Tập        | Tỉ suất người xem |
| -------------- | ---------- | ----------------- |
| 2015-05-04     | 01         | 0.939             |
| 2015-05-05     | 02         | 1.204             |
| 2015-05-06     | 03         | 1.375             |
| 2015-05-07     | 04         | 1.164             |
| 2015-05-11     | 05         | 1.108             |
| 2015-05-12     | 06         | 1.409             |
| 2015-05-13     | 07         | 0.905             |
| 2015-05-14     | 08         | 1.206             |
| 2015-05-18     | 09         | 1.087             |
| 2015-05-19     | 10         | 1.129             |
| 2015-05-20     | 11         | 0.825             |
| 2015-05-21     | 12         | 1.058             |
| 2015-05-25     | 13         | 0.928             |
| 2015-05-26     | 14         | 1.128             |
| 2015-05-27     | 15         | 1.496             |
| 2015-05-28     | 16         | 1.004             |
| 2015-06-01     | 17         | 1.058             |
| 2015-06-02     | 18         | 0.878             |
| 2015-06-03     | 19         | 0.961             |
| 2015-06-04     | 20         | 0.917             |
| 2015-06-08     | 21         | 1.175             |
| 2015-06-09     | 22         | 1.122             |
| 2015-06-10     | 23         | 1.149             |
| 2015-06-11     | 24         | 1.187             |
| 2015-06-15     | 25         | 1.245             |
| 2015-06-16     | 26         | 1.300             |
| 2015-06-17     | 27         | 1.372             |
| 2015-06-18     | 28         | 1.178             |
| 2015-06-22     | 29         | 1.303             |
| 2015-06-23     | 30         | 1.295             |
| 2015-06-24     | 31         | 1.255             |
| 2015-06-25     | 32         | 1.438             |
| 2015-06-29     | 33         | 1.331             |
| 2015-06-30     | 34         | 1.258             |
| 2015-07-01     | 35         | 1.080             |
| 2015-07-02     | 36         | 1.147             |
| 2015-07-06     | 37         | 1.200             |
| 2015-07-07     | 38         | 1.283             |
| 2015-07-08     | 39         | 1.269             |
| 2015-07-09     | 40         | 1.353             |
| 2015-07-13     | 41         | 1.348             |
| 2015-07-14     | 42         | 0.881             |
| 2015-07-15     | 43         | 1.150             |
| 2015-07-16     | 44         | 0.999             |
| 2015-07-20     | 45         | 1.350             |
| 2015-07-21     | 46         | 1.083             |
| 2015-07-22     | 47         | 1.462             |
| 2015-07-23     | 48         | 1.247             |
| 2015-07-27     | 49         | 1.415             |
| 2015-07-28     | 50         | 1.549             |
| 2015-07-29     | 51         | 1.228             |
| 2015-07-30     | 52         | 1.156             |
| 2015-08-03     | 53         | 0.970             |
| 2015-08-04     | 54         | 1.373             |
| 2015-08-05     | 55         | 1.336             |
| 2015-08-06     | 56         | 1.839             |
| 2015-08-10     | 57         | 1.215             |
| 2015-08-11     | 58         | 1.499             |
| 2015-08-12     | 59         | 1.870             |
| 2015-08-13     | 60         | 1.661             |
| 2015-08-17     | 61         | 1.673             |
| 2015-08-18     | 62         | 2.069             |
| 2015-08-19     | 63         | 2.019             |
| 2015-08-20     | 64         | 1.826             |
| 2015-08-24     | 65         | 1.723             |
| 2015-08-25     | 66         | 2.309             |
| 2015-08-26     | 67         | 2.079             |
| 2015-08-27     | 68         | 1.787             |
| 2015-08-31     | 69         | 1.869             |
| 2015-09-01     | 70         | 2.299             |
| 2015-09-02     | 71         | 2.418             |
| 2015-09-03     | 72         | 2.073             |
| 2015-09-07     | 73         | 2.204             |
| 2015-09-08     | 74         | 2.297             |
| 2015-09-09     | 75         | 2.566             |
| 2015-09-10     | 76         | 2.274             |
| 2015-09-14     | 77         | 1.513             |
| 2015-09-15     | 78         | 1.735             |
| 2015-09-16     | 79         | 2.309             |
| 2015-09-17     | 80         | 1.720             |
| 2015-09-21     | 81         | 2.007             |
| 2015-09-22     | 82         | 2.168             |
| 2015-09-23     | 83         | 1.489             |
| 2015-09-24     | 84         | 2.130             |
| 2015-09-28     | 85         | 1.618             |
| 2015-09-29     | 86         | 1.789             |
| 2015-09-30     | 87         | 1.585             |
| 2015-10-01     | 88         | 2.192             |
| 2015-10-05     | 89         | 1.715             |
| 2015-10-06     | 90         | 1.561             |
| 2015-10-07     | 91         | 1.680             |
| 2015-10-08     | 92         | 1.640             |
| 2015-10-12     | 93         | 1.703             |
| 2015-10-13     | 94         | 1.733             |
| 2015-10-14     | 95         | 1.431             |
| 2015-10-15     | 96         | 1.297             |
| 2015-10-19     | 97         | 1.350             |
| 2015-10-20     | 98         | 1.374             |
| 2015-10-21     | 99         | 1.616             |
| 2015-10-22     | 100        | 1.452             |
| Trung bình     | Trung bình | 1.476             |

Nguồn: AGB Nielsen Korea